# 张方军
张方军（？—）籍贯不详，中国人民解放军少将。

## 生平
张方军曾任中国人民解放军总政治部歌舞团政治委员。2015年3月，接替张振沧出任中国人民解放军八一电影制片厂政治委员。在2016年底至2017年初，由大校军衔晋升为少将军衔。